# Mario Battaini
Mario Battaini, anche noto con gli pseudonimi Anoub, Batman, Gigi Botto, Lumni e altri (Milano, 6 ottobre 1931 – 26 aprile 2000), è stato un polistrumentista e arrangiatore italiano.
Tastierista e fisarmonicista italiano, ma anche polistrumentista, presente sulla scena musicale dagli anni cinquanta. Fu anche arrangiatore e paroliere. I suoi dischi furono pubblicati con l'etichetta SAAR Records o Joker, la seconda sottoetichetta della prima, di cui era stato direttore artistico per molti anni.

## Biografia
Nacque nel 1931 a Milano e visse a Burago di Molgora, un paese nei dintorni di Monza. Coniugato, ebbe quattro figli (Mariolina, Ombretta, Fiorella, Michele), tutti e quattro diventati poi musicisti.
Teneva molto alla sua riservatezza. Per questo motivo nella sua carriera usò vari nomi d'arte per le sue incisioni: Anoub e Lumni (usati come compositore), Alleroif (usato come paroliere), Batman (usato solitamente per la musica swing che suonava con la fisarmonica), Beppe Miliardo, Duke of Burlington (per il pop psichedelico), Gigi Botto (lo pseudonimo più famoso e conosciuto), Early Freeman und sein Orchester (usato per il mercato tedesco), ecc.  L'eccessiva riservatezza che lo contraddistingueva gli ha sicuramente precluso quella notorietà che oggi lo avrebbe fatto conoscere e apprezzare da un pubblico ancora più vasto.
Ed è appunto col nome The Duke of Burlington che nel 1969 ottenne un grande successo internazionale riarrangiando e suonando in prima persona, come uomo-orchestra (non era una pratica comune, negli anni sessanta, che un musicista suonasse da solo tutti gli strumenti separatamente in sala di incisione e poi unisse le tracce) il brano Flash (Leander-Wace), cover dell'omonimo pezzo del 1968 dei Marquis of Kensington. Oltre che per la musica innovativa e l'arrangiamento particolarmente incisivo, il brano ottenne grande notorietà essendo stato adottato come colonna sonora dello spot Fascia elastica Dr Gibaud per il Carosello, dove lo stuntman francese Rémy Julienne si esibiva al rallentatore in una serie di spericolate acrobazie con le auto.
Dato il successo della versione italiana di Flash, la casa discografica S.A.A.R. Record mise insieme un gruppo di musicisti che suonavano in playback nelle apparizioni televisive, così Mario Battaini evitò di comparire pubblicamente. Al contempo i dischi vennero pubblicati più volte e in più paesi europei, sotto differenti etichette, per soddisfare la grande richiesta del pubblico.
I due LP del 1970 e 1971 contengono tutti brani strumentali, in parte composti da Mario Battaini, di pop psichedelico suonati da Mario Battaini con in forte evidenza il suo piano preparato: un pianoforte modificato in modo da avere un suono metallico e ricco di eco.
All'inizio della sua carriera suonò nell'orchestra di Enzo Ceragioli, grande compositore e direttore d'orchestra nonché jazzista degli anni 60. In quel periodo ebbe modo di suonare con il grande trombettista jazzista Chet Baker.
Con lui hanno cantato e suonato, tra gli altri, anche Alvaro Amici e Tullio De Piscopo nonché Tom Jones.
Fu fisarmonicista di Betty Curtis e di Orietta Berti. Suo è il finale di Storia d'amore di Adriano Celentano nel 1969. Nello stesso anno lavorò a stretto contatto con Celentano andando al Festival di Sanremo con Sotto le lenzuola.
Nel periodo 1972-1973 suonò nei due rispettivi album di Gigliola Cinquetti Su e giù per le montagne e Stasera ballo liscio e nel 1975 nel 45 giri Che me ne importa... a me di Topo Gigio, inciso l'anno precedente nell'album Topo Gigio a Canzonissima: collaborò nel 1978 suonando nell'album Rimini di Fabrizio De André e nel 1981 nell'album Leggende di Alberto Radius.
Si presentò di nuovo a Sanremo come compositore e direttore d'orchestra questa volta con Orietta Berti nel 1976 presentando la canzone Omar proveniente da una raccolta di musiche ispirate alla vita gitana degli zingari. In quell'occasione lavorò con il grande paroliere Luciano Beretta.
L'ultimo lavoro che fece con Alvaro Amici fu una collana di sei CD per un totale di 60 brani incisi per la D.V.MORE di Milano dal nome I canti dell'osteria (arrangiati da Mario Battaini, voce Alvaro Amici, cori e chitarra Corrado Amici).
Negli ultimi anni di carriera artistica incideva stando a casa. Morì nel 2000.

## Discografia parziale

### Discografia solista

#### Album
- 1971 - The Prince (Oliver O. Cook)
- 1977 - Valzer celebri
- Vai col tango
- 2000 - A tempo di valzer (Universe Part, 1445875, CD)
- 2000 - Tango della gelosia (Universe Part, 1445868, CD)
- 2008 - Tanghi celebri
- I canti dell'osteria (D.V.MORE, 6xCD)

### Discografia come The Duke of Burlington

#### Album
- The Pressed Piano (Joker, LP)
- 1971 - Indian Fig (Signal, SLP-3009, LP)
- Flash (WLP803, LP)[3]
- The Duke of Burlington (Maxi, S 7 309, LP)

#### Singoli
- 1969 - Flash / Lily the pink (la sbornia) (Signal, S-3, 7")
- 1970 - Flash / 30 60 90 (Signal, SLP-3001, 7")
- 1972 - Indian Fig / Clapping Wings (Accion, 7")
- 1976 - Flash / Soul Stomp (Joker, M 7218 B, 7")
- Flash / Criss Cross (Pink Elephant, PE 22.235-P, 7")
- Criss Cross / I Want You Back (Maxi, 17 559, 7")